# Ӣ
Ӣ, ӣ е буква от кирилицата. Обозначава дългия гласен звук /iː/ ([ии]). Буквата се използва в таджикския език, където се пише в края на думата за означаване на ударено дълго И.

## Кодове
| Буква  | Уникод |
| ------ | ------ |
| Главна | U+04E2 |
| Малка  | U+04E3 |

В други кодировки буквата Ӣ отсътства.